# Campeonato Alagoano de Futebol de 2016
O Campeonato Alagoano de Futebol de 2016 foi a 86º edição do campeonato profissional de clubes de futebol do estado de Alagoas. Os três primeiros colocados disputarão a Copa do Brasil de Futebol de 2017

## Regulamento
A competição com 10 (dez) participantes terá início em 23 de janeiro e término previsto para 8 de maio de 2016. O Campeonato Alagoano 2016 será disputado em cinco fases distintas, a saber: Primeira Fase, Hexagonal, Fase Semifinal, Fase Final e Quadrangular da Permanência. Na Primeira Fase, as dez Entidades de Prática serão divididas em dois grupos, a saber: Grupo A (CSA, ASA, Murici, CSE e Sete de Setembro) e no Grupo B (CRB, Coruripe, Santa Rita, Ipanema, Penedense).
As Entidades de Prática jogam em sistema de ida e volta, em que os integrantes do Grupo A enfrentam os integrantes do Grupo B, perfazendo um total de 10 (dez) jogos para cada. Ao final da Primeira Fase, as Entidades de Prática classificadas nos três primeiros lugares de cada grupo, estarão classificadas para a Segunda Fase do Campeonato Alagoano 2016, denominada Hexagonal. Em caso de empate em pontos ganhos entre duas ou mais Entidades de Prática na Primeira Fase, o desempate para efeito de classificação, será efetuado observando os seguintes critérios abaixo:
1. Maior número de vitórias
2. Maior saldo de gols
3. Maior número de gols pró (marcados)
4. Maior número de gols contra (sofridos)
5. Sorteio

Ao final da Primeira Fase, as Entidades de Prática classificadas em 4º e 5º lugares de cada grupo, estarão qualificadas para o Quadrangular da Permanência do Campeonato Alagoano 2016. No Hexagonal, as seis Entidades de Prática classificadas na Primeira Fase, formam um único grupo e se enfrentam em jogos somente de ida, perfazendo um total de 5 (cinco) jogos para cada, tendo as equipes com melhor campanha na Primeira Fase o benefício de mandar 3 jogos em casa. Ao final do Hexagonal, as Entidades de Prática classificadas nos quatro primeiros lugares estarão classificadas para a Fase Semifinal do Campeonato Alagoano 2016. Em caso de empate em pontos ganhos entre duas ou mais Entidades de Prática no Hexagonal, o desempate para efeito de classificação, será efetuado observando os seguintes critérios abaixo, unicamente dentro da Fase Hexagonal:
1. Maior número de vitórias no Hexagonal
2. Maior saldo de gols no Hexagonal
3. Maior número de gols pró (marcados) no Hexagonal
4. Maior número de gols contra (sofridos) no Hexagonal
5. Melhor campanha na Primeira Fase
6. Sorteio

As duas Entidades de Prática desclassificadas no Hexagonal ocuparão o 5° e 6° lugares na classificação final do Campeonato Alagoano 2016, observando-se, caso necessário, os critérios de desempate acima elencados. Na Fase Semifinal, as Entidades de Prática se enfrentam, em jogos de ida e volta,
com mando de campo da segunda partida da Entidade de Prática com melhor campanha na Fase Hexagonal, classificando-se os vencedores do confronto para a Fase Final. Os jogos da Fase Semifinal acontecerão de acordo com o seguinte chaveamento: 1ª melhor campanha no Hexagonal x 4ª melhor campanha no Hexagonal e 2ª melhor campanha no Hexagonal x 3ª melhor campanha no Hexagonal. Em caso de empate em pontos ganhos entre as duas Entidades de Prática na Fase Semifinal, o desempate para efeito de classificação, será efetuado observando os seguintes critérios abaixo:
1. Melhor saldo de gols nas duas partidas da Fase Semifinal;
2. Melhor campanha na Fase Hexagonal.

Na Fase Final, as Entidades de Prática vencedoras do confronto Semifinal se enfrentarão, em jogos de ida e volta, com mando de campo da segunda partida da Entidade de Prática com melhor campanha somadas todas as fases anteriores. Parágrafo único – Em caso de empate em pontos ganhos entre as duas Entidades de Prática na Fase Final, o desempate para efeito de definir o Campeão será efetuado observando os seguintes critérios abaixo:
1. Melhor saldo de gols nas duas partidas da Fase Final;
2. Prorrogação;
3. Cobrança de pênaltis de acordo com os critérios adotados pela International Board.

À Entidade de Prática vencedora da Fase Final do Campeonato Alagoano 2016 será atribuído o título de Campeão Alagoano 2016, além de obter uma das vagas na Copa do Brasil 2017 e uma das vagas na Copa do Nordeste 2017. À Entidade de Prática perdedora da Fase Final do Campeonato Alagoano 2016 será atribuído o título de Vice-Campeão Alagoano 2016, além de obter uma das vagas na Copa do Brasil 2017 e uma das vagas na Copa do Nordeste 2017. Na disputa pelo terceiro lugar, as Entidades de Prática desclassificadas na Fase Semifinal se enfrentarão, em jogos de ida e volta, com mando de campo da segunda partida da Entidade de Prática com melhor campanha somadas todas as fases anteriores. Em caso de empate em pontos ganhos entre as duas Entidades de Prática, o desempate para efeito de definir o 3° Colocado será efetuado observando os seguintes critérios abaixo:
1. Melhor saldo de gols nas duas partidas;
2. Prorrogação;
3. Cobrança de pênaltis de acordo com os critérios adotados pela International Board.

À Entidade de Prática vencedora do confronto será atribuído o título de 3° Colocado no Campeonato Alagoano 2016, além de obter uma das vagas na Copa do Brasil 2017; à Entidade de Prática perdedora do confronto será atribuído o 4° lugar no Campeonato Alagoano 2016.
Do Representante na Série D
O Campeão Alagoano de 2016 será o representante no Campeonato Brasileiro da Série D de 2016 e 2017, conforme disposto no Ofício DCO/GER – 777/15 encaminhado pela Confederação Brasileira de Futebol, exceto para os representantes já classificados para as competições nacionais, caso em que se seguirá a classificação final do Campeonato Alagoano 2016. Caso o representante alagoano no Campeonato Brasileiro da Série D de 2016 obtenha uma das vagas para disputar o Campeonato Brasileiro da Série C de 2017, o representante alagoano no Campeonato Brasileiro da Série D de 2017 será a Entidade de Prática imediatamente melhor colocada observando-se a classificação final do Campeonato Alagoano 2016. Fica desde já definido que o Campeão Alagoano de 2017 será o representante no Campeonato Brasileiro da Série D de 2018, observadas as exceções do caput.
Do Rebaixamento – Quadrangular da Permanência
As quatro Entidades de Prática qualificadas para o Quadrangular da Permanência jogarão entre si, em jogos de ida e volta, num total de 06 (seis) partidas para cada, para definição das colocações finais de 7º a 8º e 9º a 10º, sendo as Entidades de Prática classificadas em 9º e 10º lugares na classificação final rebaixadas ao Campeonato Alagoano da Segunda Divisão 2017. Parágrafo único – Em caso de empate em pontos ganhos entre duas ou mais Entidades de Prática no Quadrangular da Permanência, o desempate para efeito de classificação, será efetuado observando os seguintes critérios abaixo:
1. Maior número de vitórias no Quadrangular da Permanência;
2. Melhor saldo de gols no Quadrangular da Permanência;
3. Maior número de gols marcados no Quadrangular da Permanência;
4. Confronto direto, somente na hipótese de ocorrer entre duas Entidades de Prática, sendo considerada a soma de pontos e saldo de gols nos dois confrontos, sem o gol qualificado fora de casa;
5. Sorteio.

Fica estabelecido o acesso de 02 (duas) Entidades de Prática, a Campeã e ViceCampeã do Campeonato Alagoano da Segunda Divisão 2016 para o Campeonato Alagoano da Primeira Divisão 2017.

## Desempenho por rodada
|         | 1   | 2   | 3   | 4   | 5   | 6   | 7   | 8   | 9   | 10  |
| Grupo A | CSA | CSA | CSA | CSA | CSA | CSA | CSA | CSA | CSA | CSA |
| Grupo B | CRB | CRB | CRB | CRB | CRB | CRB | CRB | CRB | CRB | CRB |

|         | 1   | 2   | 3   | 4   | 5   | 6   | 7   | 8   | 9   | 10  |
| Grupo A | MUR | MUR | CSE | CSE | CSE | CSE | CSE | CSE | CSE | CSE |
| Grupo B | PEN | IPA | IPA | IPA | IPA | IPA | IPA | IPA | IPA | IPA |

## Fase Final
Em itálico, os times que possuem o mando de campo no primeiro jogo do confronto e em negrito os times classificados.
|  | Semifinais 20 a 24 de abril | Semifinais 20 a 24 de abril | Semifinais 20 a 24 de abril | Semifinais 20 a 24 de abril |   |     | Final 01 e 08 de maio | Final 01 e 08 de maio | Final 01 e 08 de maio | Final 01 e 08 de maio |
|  |                             |                             |                             |                             |   |     |                       |                       |                       |                       |
|  | CSA                         | 2                           | 2                           | 4                           |   |     |                       |                       |                       |                       |
|  | Murici                      | 2                           | 1                           | 3                           |   |     |                       |                       |                       |                       |
|  | Murici                      | 2                           | 1                           | 3                           |   | CSA | 0                     | 0                     | 0                     |                       |
|  |                             |                             |                             |                             |   | CSA | 0                     | 0                     | 0                     |                       |
|  |                             | CRB                         | 2                           | 1                           | 3 |     |                       |                       |                       |                       |
|  | Coruripe                    | CRB                         | 2                           | 1                           | 3 | 0   | 1                     | 1                     |                       |                       |
|  | Coruripe                    |                             |                             |                             |   | 0   | 1                     | 1                     |                       |                       |
|  | CRB                         | 2                           | 0                           | 2                           |   |     |                       |                       |                       |                       |

|  | Disputa do 3° lugar 01 e 07 de maio |   |   |   |
|  |                                     |   |   |   |
|  | Murici                              | 1 | 3 | 4 |
|  | Coruripe                            | 1 | 1 | 2 |

## Artilharia
Atualizado 24 de abril de 2016
| Gols | Jogador         | Time         |
| ---- | --------------- | ------------ |
| 8    | Katê            | Murici       |
| 8    | Lúcio Maranhão  | CRB          |
| 7    | Luís Soares     | CSA          |
| 6    | Luiz Paulo      | CSE          |
| 5    | Jean Carlos     | ASA          |
| 5    | Lucas           | Penedense    |
| 4    | João Paulo      | Coruripe     |
| 4    | Rafael Oliveira | CSA          |
| 3    | 19 jogadores    | 19 jogadores |
| 2    | 15 jogadores    | 15 jogadores |
| 1    | 60 jogadores    | 60 jogadores |

## Maiores públicos
Esses são os dez maiores públicos do Campeonato:
- PP. ^ Considera-se apenas o público pagante

## Menores públicos
Esses são os dez menores públicos do Campeonato:
- PP. ^ Considera-se apenas o público pagante

## Média de público
| Nº | Time             | Total[PP] | Jogos | Média |
| -- | ---------------- | --------- | ----- | ----- |
| 1  | CSA              | 84.369    | 10    | 8.436 |
| 2  | CRB              | 44.852    | 10    | 4.485 |
| 3  | ASA              | 9.761     | 8     | 1.220 |
| 4  | Coruripe         | 5.757     | 9     | 639   |
| 5  | Santa Rita       | 4.294     | 7     | 613   |
| 6  | Murici           | 4.116     | 9     | 457   |
| 7  | Ipanema          | 3.488     | 8     | 436   |
| 8  | CSE              | 2.957     | 8     | 370   |
| 9  | Penedense        | 2.946     | 8     | 368   |
| 10 | Sete de Setembro | 1.379     | 8     | 172   |
| —  | Camp. Alagoano   | 163.919   | 85    | 1.928 |

- PP. ^ Considera-se apenas o público pagante

## Mudança de técnicos
| Clube            | Antecessor         | Motivo                     | Data            | Última partida           | Rod | Pos | Sucessor          | Ref.   |
| ---------------- | ------------------ | -------------------------- | --------------- | ------------------------ | --- | --- | ----------------- | ------ |
| Murici           | Humberto Santos    | Demitido                   | 25 de janeiro   | CRB 5–1 Murici           | 1ª  | 5º  | Bilu              | [ 5 ]  |
| Ipanema          | Sandro Roberto     | Demitido                   | 25 de janeiro   | Ipanema 1–2 ASA          | 1ª  | 4º  | Lino              | [ 6 ]  |
| Ipanema          | Lino               | Resignado                  | 29 de janeiro   | CSA 4–0 Ipanema          | 2ª  | 5º  | Laelson Lopes     | [ 7 ]  |
| Coruripe         | Leandro Campos     | Demitido                   | 4 de fevereiro  | CSE 1–1 Coruripe         | 4ª  | 3º  | Jaelson Marcelino | [ 8 ]  |
| CSE              | Freitas Nascimento | Resignado                  | 4 de fevereiro  | CSE 1–1 Coruripe         | 4ª  | 5º  | Lorival Santos    | [ 9 ]  |
| Penedense        | Ewerton Câmara     | Contratado pelo Estanciano | 8 de fevereiro  | CSA 5–1 Penedense        | 4ª  | 4º  | Alyson Dantas     | [ 10 ] |
| Penedense        | Alyson Dantas      | Resignado                  | 12 de fevereiro | não disputou             | 4ª  | 4º  | Nadson Silva      | [ 11 ] |
| Sete de Setembro | Adriano Cabeça     | Resignado                  | 8 de março      | Sete de Setembro 1-4 CRB | 8ª  | 4º  | Rommel Vieira     | [ 12 ] |
| CSE              | Lorival Santos     | Resignado                  | 8 de março      | CSE 0–0 Santa Rita       | 8ª  | 5º  | Robério Souza     | [ 13 ] |

## Premiação
| Vice Campeão:  | Terceiro colocado: | Quarto colocado:  | Melhor do interior: |
| -------------- | ------------------ | ----------------- | ------------------- |
| CSA            | Murici             | Coruripe          |                     |
| Público total: | Renda total:       | Média de público: | Média de renda:     |
|                |                    |                   |                     |

### Seleção do Campeonato
| Pos. | Jogador          | Clube    |
| ---- | ---------------- | -------- |
| G    | Jeferson         | CSA      |
| LD   | Bocão            | CRB      |
| Z    | Leandro Souza    | CSA      |
| Z    | Douglas Marques  | CSA      |
| LE   | Rafinha          | CSA      |
| V    | Olívio           | CRB      |
| V    | Jean Cléber      | CSA      |
| M    | João Paulo       | Coruripe |
| M    | Katê             | Murici   |
| A    | Luís Soares      | CSA      |
| A    | Lúcio Maranhão   | CRB      |
| T    | Oliveira Canindé | CSA      |